# سنترفيل (يوتا)
سنترفيل (بالإنجليزية: Centerville, Utah)‏ هي مدينة تقع في الولايات المتحدة في مقاطعة دافيز. يقدر عدد سكانها بـ 16,203 نسمة ومساحتها 15.6 كم2 وترتفع عن سطح البحر 1,334 متر.

## التركيبة السكانية
حدّد مكتب تعداد الولايات المتحدة بيانات التركيبة السكانية لسنترفيل في تعداد الولايات المتحدة. في ما يلي، التركيبة السكانية حسب تعدادي 2000 و2010.

### تعداد عام 2000
بلغ عدد سكان سنترفيل 14,585 نسمة بحسب تعداد عام 2000، وبلغ عدد الأسر 4,138 أسرة وعدد العائلات 3,546 عائلة مقيمة في المدينة. في حين سجلت الكثافة السكانية 934.3 نسمة لكل كيلومتر مربع (2,419.8/ميل2). وبلغ عدد الوحدات السكنية 4,280 وحدة بمتوسط كثافة قدره 274.2 لكل كيلومتر مربع (710.2/ميل2).
وتوزع التركيب العرقي للمدينة بنسبة 97.06% من البيض و0.23% من الأمريكيين الأفارقة و0.16% من الأمريكيين الأصليين و0.75% من الأمريكيين ذوي الأصول الآسيوية و0.23% من سكان جزر المحيط الهادئ و0.60% من الأعراق الأخرى و0.97% من عرقين مختلطين أو أكثر و1.95% من الهسبانيون أو اللاتينيون من أي عرق.
بلغ عدد الأسر 4,138 أسرة كانت نسبة 53.7% منها لديها أطفال تحت سن الثامنة عشر تعيش معهم، وبلغت نسبة الأزواج القاطنين مع بعضهم البعض 76.1% من أصل المجموع الكلي للأسر، ونسبة 7.4% من الأسر كان لديها معيلات من الإناث دون وجود شريك،  بينما كانت نسبة 2.2% من الأسر لديها معيلون من الذكور دون وجود شريكة وكانت نسبة 14.3% من غير العائلات. تألفت نسبة 12.3% من أصل جميع الأسر من عدة أفراد يعيشون في نفس المنزل ونسبة 4.8% كانت تتألف من شخص يعيش بمفرده يبلغ من العمر 65 عاماً أو أكثر. وبلغ متوسط حجم الأسرة المعيشية 3.52، أما متوسط حجم العائلات فبلغ 3.88.
بلغ العمر الوسطي للسكان 27.3 عاماً. وكانت نسبة 35.9% من القاطنين تحت سن الثامنة عشر، وكانت نسبة 11.5% بين الثامنة عشر والرابعة والعشرين عاماً، ونسبة 25.2% كانت واقعةً في الفئة العمرية ما بين الخامسة والعشرين والرابعة والأربعين عاماً، ونسبة 20.4% كانت ما بين الخامسة والأربعين والرابعة والستين، ونسبة 7% كانت ضمن فئة الخامسة والستين عاماً فما فوق. يوجد لكل 100 أنثى 99.0 ذكر، ويوجد لكل 100 أنثى في الثامنة عشر من عمرها فما فوق 94.7 ذكر.
بلغ متوسط دخل الأسرة في المدينة 64,818 دولارًا، أما متوسط دخل العائلة فبلغ 70,855 دولارًا. وكان متوسط دخل الذكور 50,033 دولارًا مقابل 26,527 دولارًا للإناث. وسجل دخل الفرد الخاص بالمدينة 19,666 دولارًا. وكانت نسبة 1.4% من العائلات ونسبة 2% من السكان تحت خط الفقر، وكان من هؤلاء نسبة 2.2% تحت سن الثامنة عشر ونسبة 1.7% في الخامسة والستين من العمر وما فوق.

### تعداد عام 2010
بلغ عدد سكان سنترفيل 15,335 نسمة بحسب تعداد عام 2010، وبلغ عدد الأسر 4,881 أسرة وعدد العائلات 3,960 عائلة مقيمة في المدينة. في حين سجلت الكثافة السكانية 982.4 نسمة لكل كيلومتر مربع (2,544.4/ميل2). وبلغ عدد الوحدات السكنية 5,050 وحدة بمتوسط كثافة قدره 323.5 لكل كيلومتر مربع (837.9/ميل2).
وتوزع التركيب العرقي للمدينة بنسبة 95.10% من البيض و0.38% من الأمريكيين الأفارقة و0.27% من الأمريكيين الأصليين و1.19% من الأمريكيين ذوي الأصول الآسيوية و0.18% من سكان جزر المحيط الهادئ و1% من الأعراق الأخرى و1.88% من عرقين مختلطين أو أكثر و3.74% من الهسبانيون أو اللاتينيون من أي عرق.
بلغ عدد الأسر 4,881 أسرة كانت نسبة 41.2% منها لديها أطفال تحت سن الثامنة عشر تعيش معهم، وبلغت نسبة الأزواج القاطنين مع بعضهم البعض 70.8% من أصل المجموع الكلي للأسر، ونسبة 7.8% من الأسر كان لديها معيلات من الإناث دون وجود شريك،  بينما كانت نسبة 2.5% من الأسر لديها معيلون من الذكور دون وجود شريكة وكانت نسبة 18.9% من غير العائلات. تألفت نسبة 16.4% من أصل جميع الأسر من عدة أفراد يعيشون في نفس المنزل ونسبة 7% كانت تتألف من شخص يعيش بمفرده يبلغ من العمر 65 عاماً أو أكثر. وبلغ متوسط حجم الأسرة المعيشية 3.14، أما متوسط حجم العائلات فبلغ 3.55.
بلغ العمر الوسطي للسكان 33.7 عاماً. وكانت نسبة 30.5% من القاطنين تحت سن الثامنة عشر، وكانت نسبة 8.7% بين الثامنة عشر والرابعة والعشرين عاماً، ونسبة 23.3% كانت واقعةً في الفئة العمرية ما بين الخامسة والعشرين والرابعة والأربعين عاماً، ونسبة 25.9% كانت ما بين الخامسة والأربعين والرابعة والستين، ونسبة 11.6% كانت ضمن فئة الخامسة والستين عاماً فما فوق. وتوزع التركيب الجنسي للسكان بنسبة 49.1% ذكور و50.9% إناث.

## معرض صور

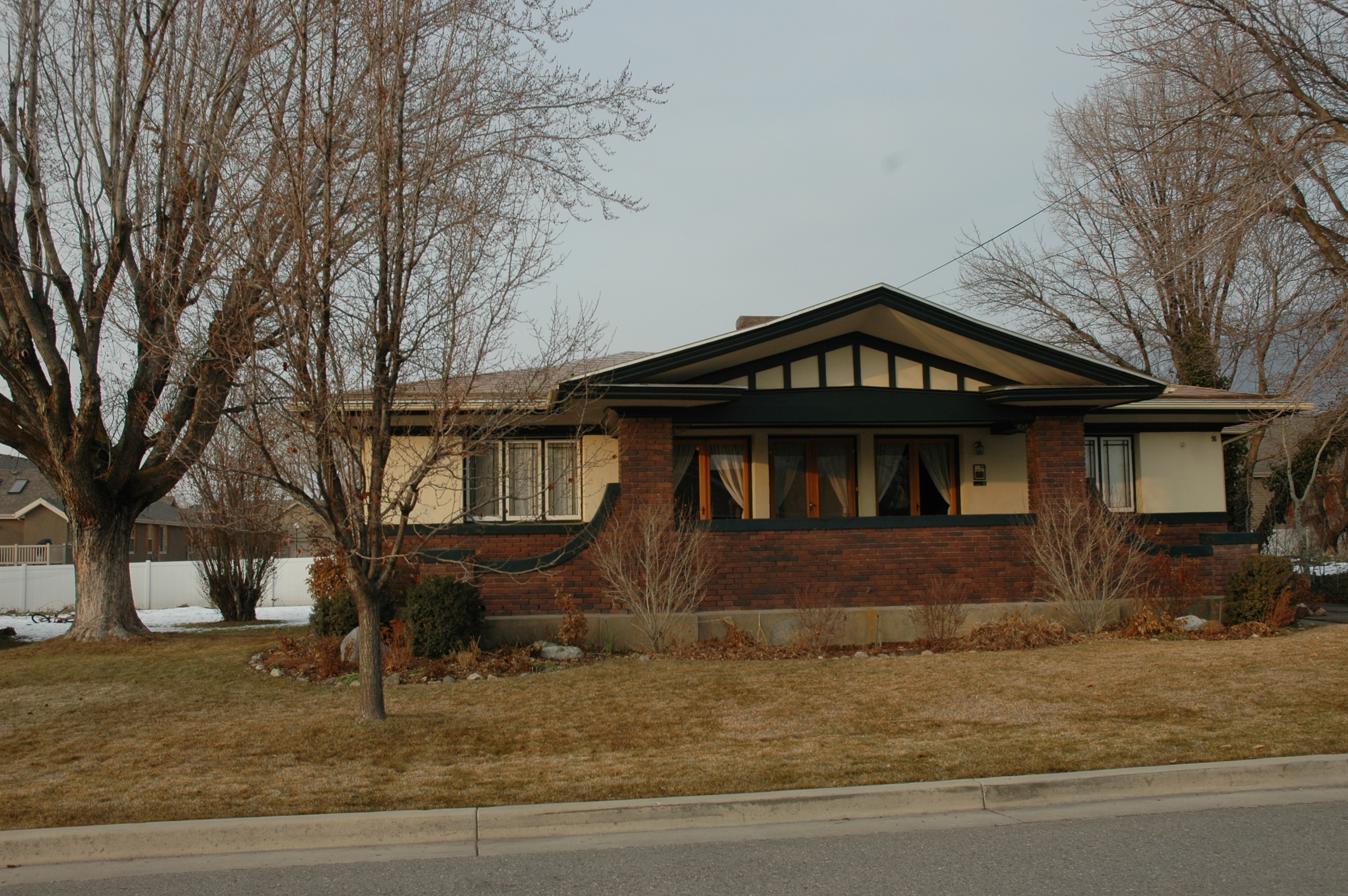
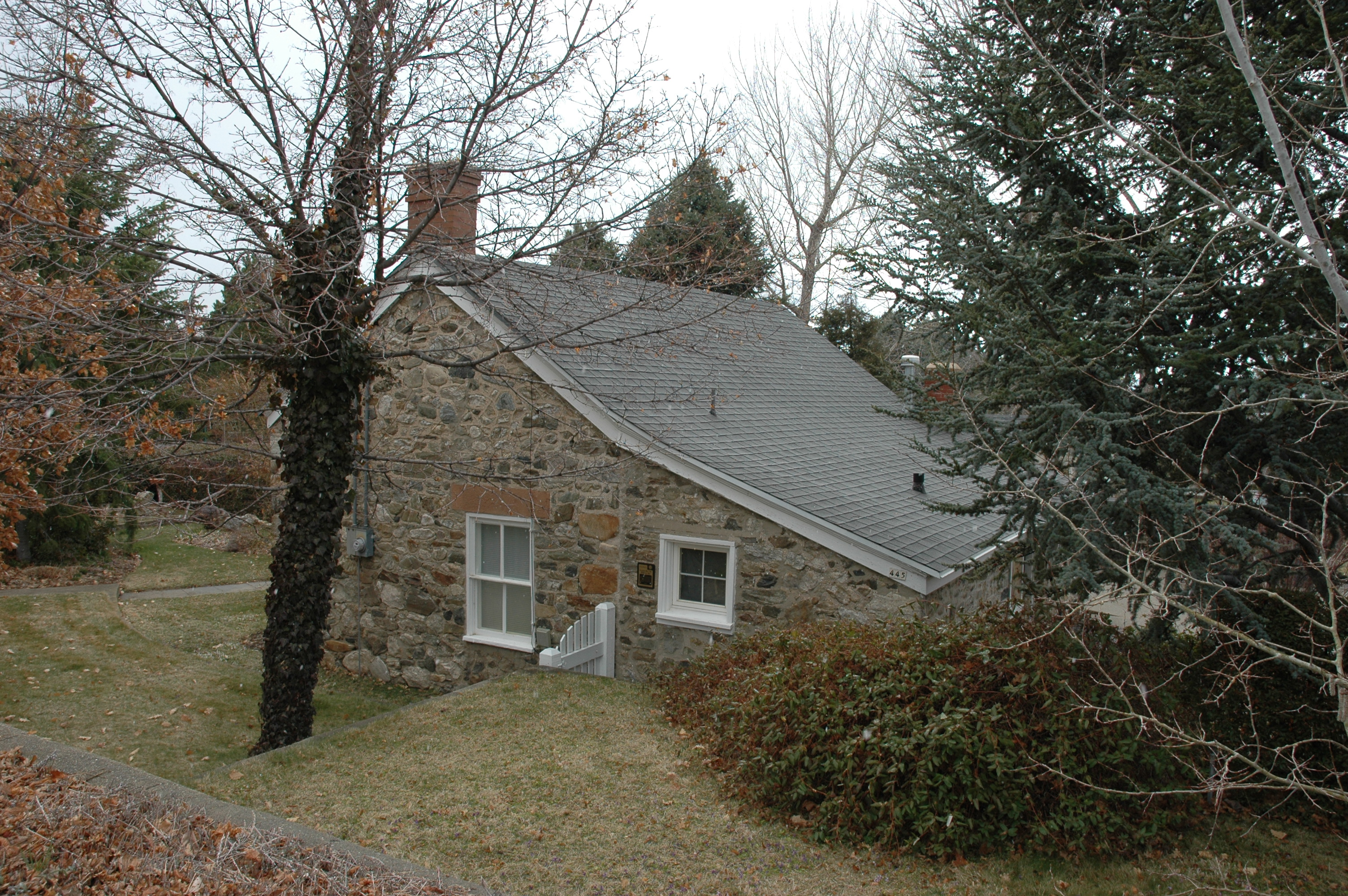
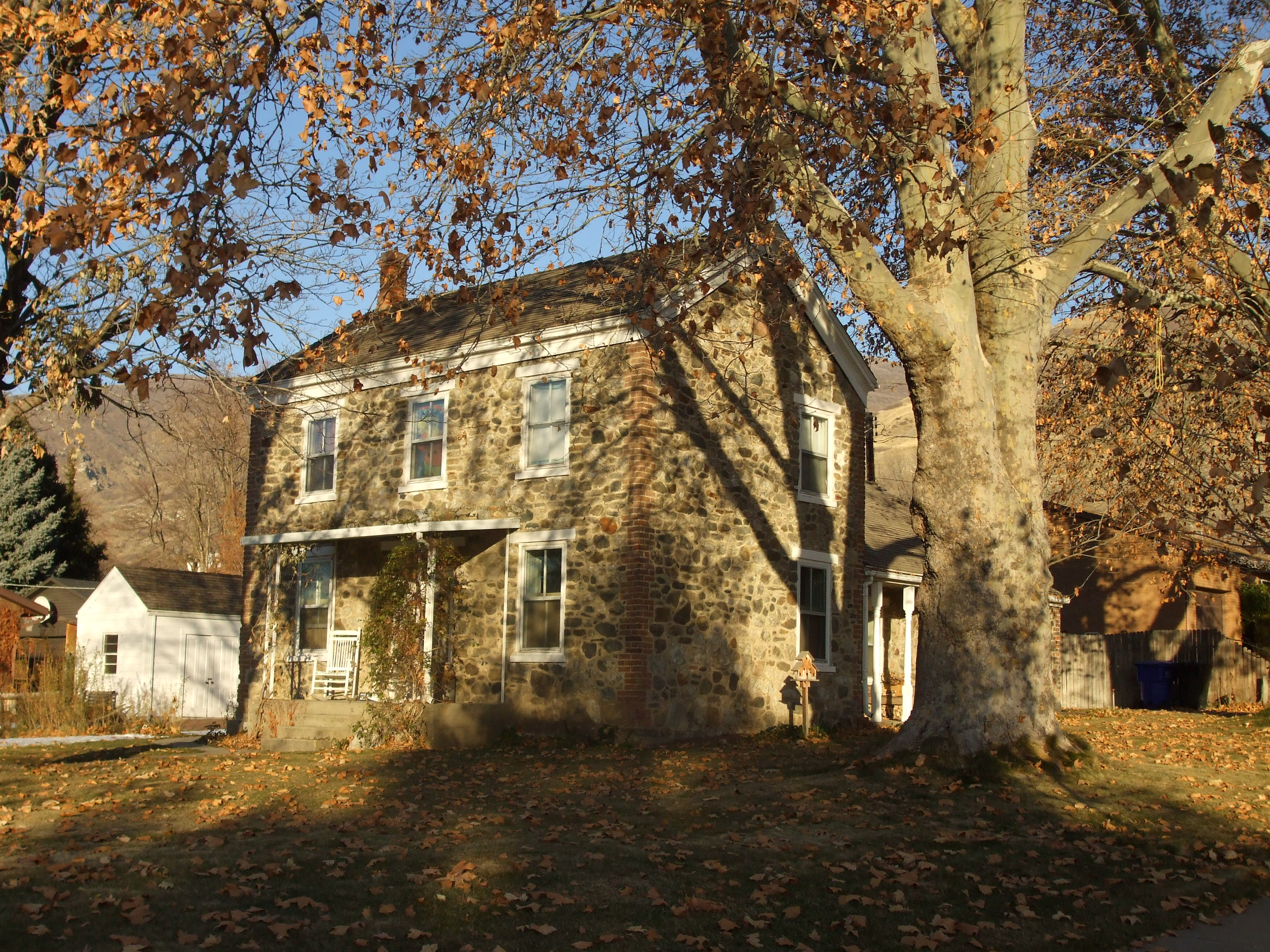
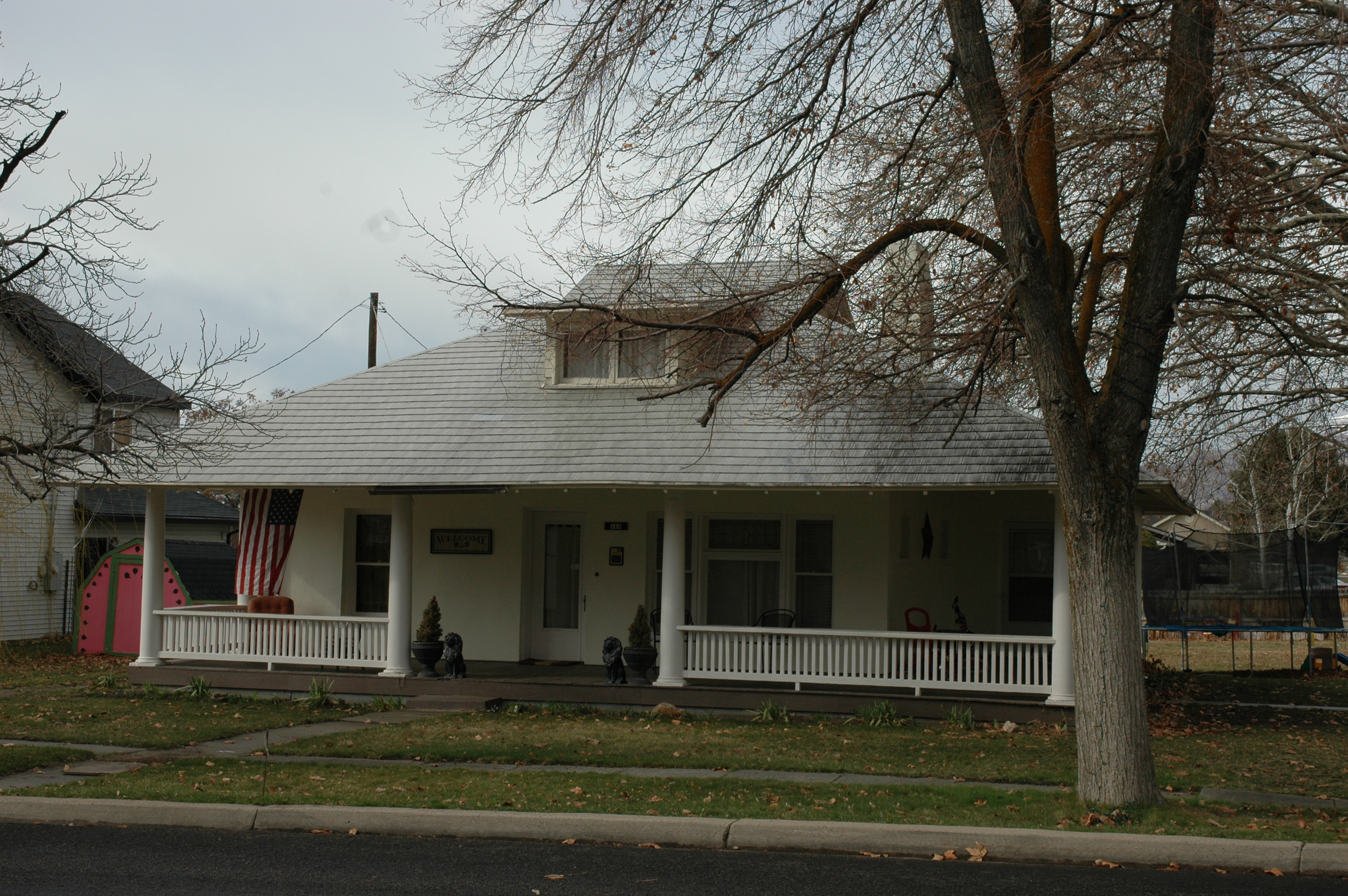
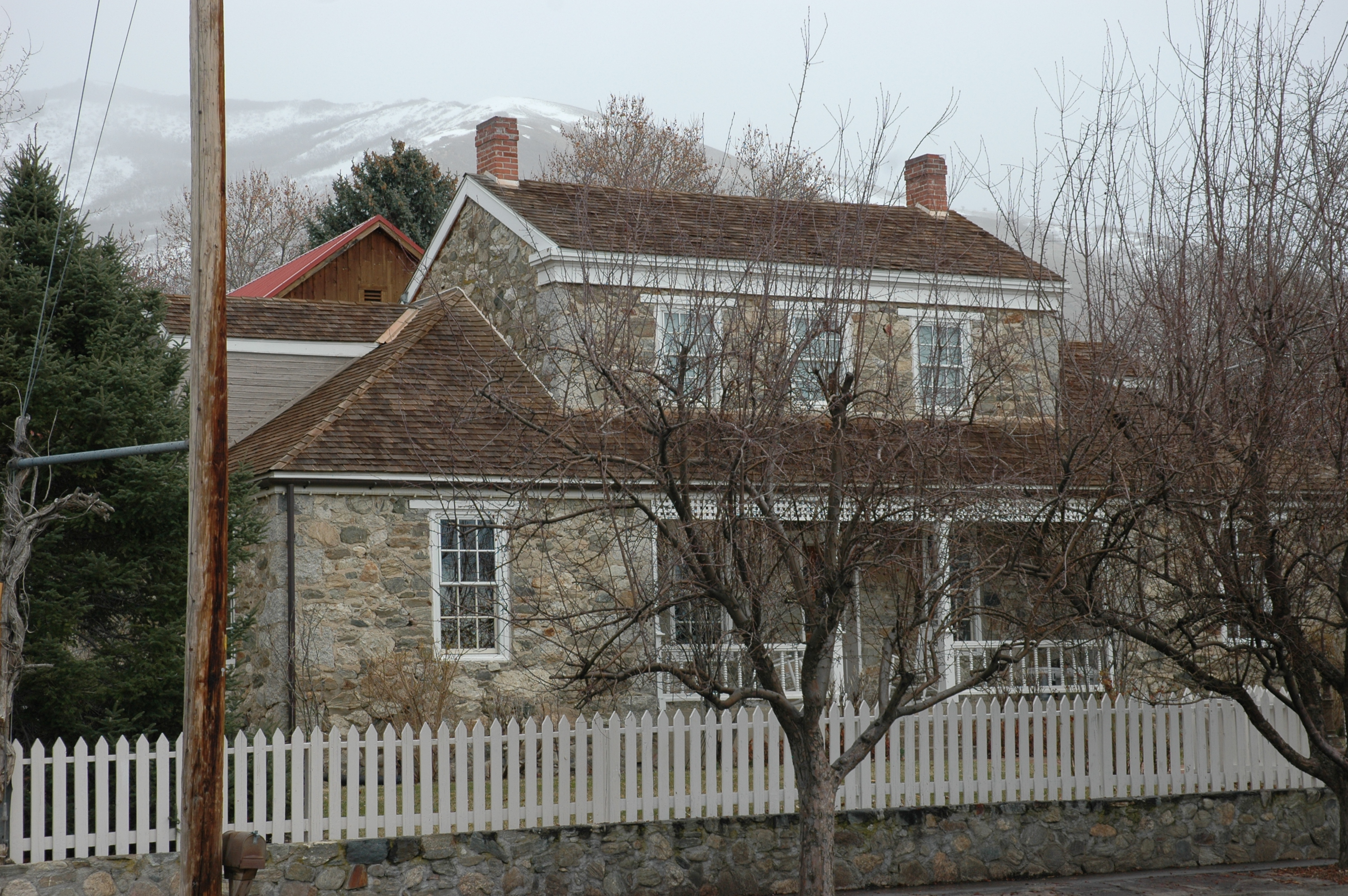
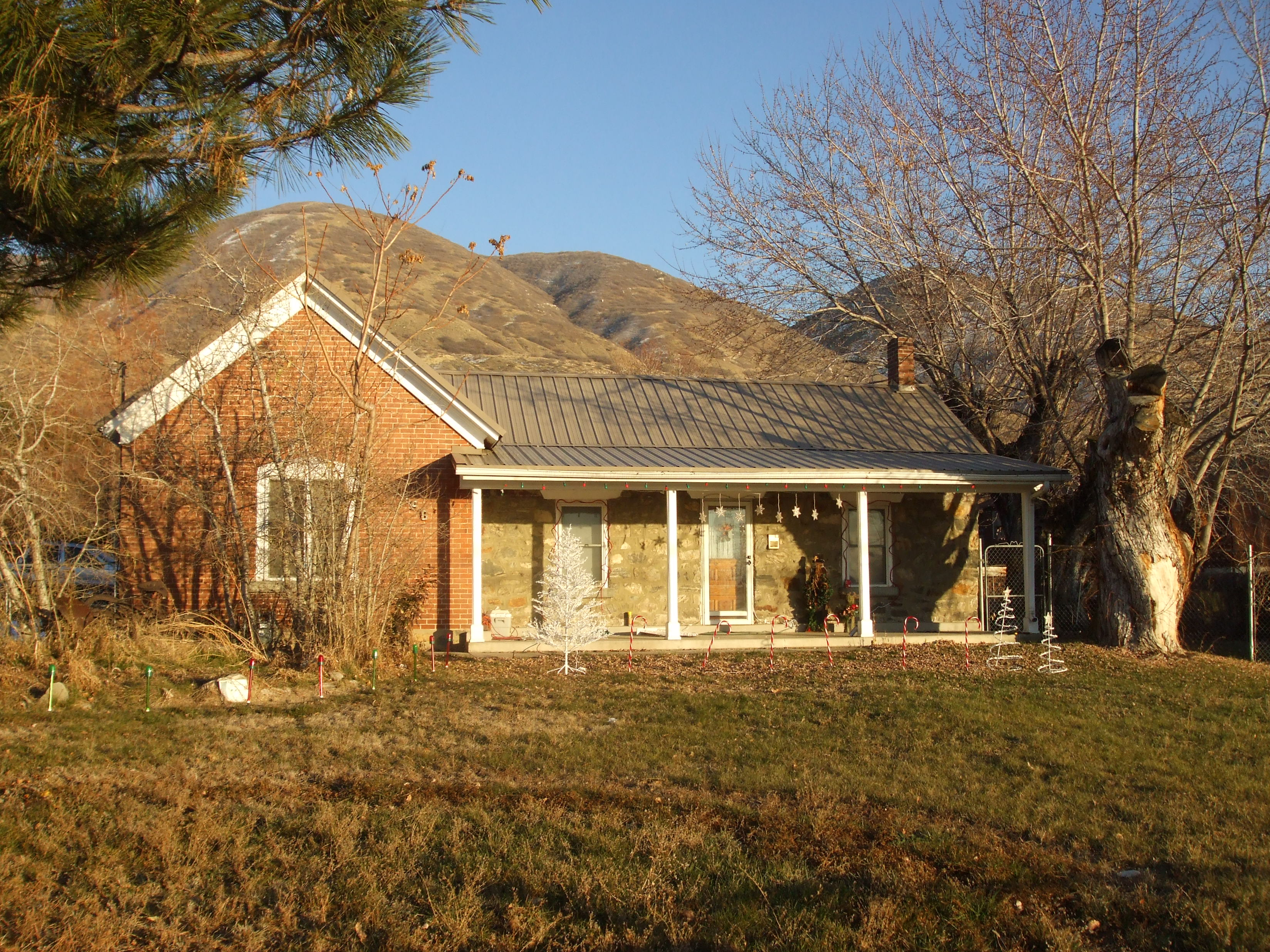

## أعلام
- ألف إنغن
- بيكا فيتزباتريك
- ويليام ر. سميث
- غريغ كلارك
- كلارا س. إم. كانون